# Frank Wörndl
Frank Christian Wörndl (Sonthofen, 28 de junio de 1959) es un deportista alemán que compitió para la RFA en esquí alpino; campeón mundial en 1987.
Participó en dos Juegos Olímpicos de Invierno, en los años 1980 y 1988, obteniendo una medalla de plata en Calgary 1988, en la prueba de eslalon.
Ganó una medalla de oro en el Campeonato Mundial de Esquí Alpino de 1987, en la prueba de eslalon. 
Trabajó como comentarista deportivo para las cadenas ZDF y Eurosport.

## Palmarés internacional
| Juegos Olímpicos   | Juegos Olímpicos      | Juegos Olímpicos | Juegos Olímpicos |
| Año                | Lugar                 | Medalla          | Prueba           |
| ------------------ | --------------------- | ---------------- | ---------------- |
| 1988               | Calgary (Canadá)      | Medalla de plata | Eslalon          |
| Campeonato Mundial |                       |                  |                  |
| Año                | Lugar                 | Medalla          | Prueba           |
| 1987               | Crans-Montana (Suiza) | Medalla de oro   | Eslalon          |